# Gopcsa László
Gopcsa László (Szamosújvár (Szolnok-Dobokam.), 1865. január 10. – Budapest, 1933. február 12.) jog- és államtudományok doktora, miniszteri fogalmazó, helyettes államtitkár, néprajztudós.

## Családja, iskolái
Az erdélyi örmény Gopcsa család leszármazottja (eredeti név: Hágopsánián, 'Հագոպսանիան'). Középiskoláit szülővárosában kezdte, a főgimnáziumiakat pedig a kolozsvári kegyesrendieknél végezte 1882-ben; ugyanezen évben megszerezte a Gabelsberg-Markovits-féle gyorsírási tanári oklevelet. 1882-86-ig a kolozsvári egyetemen jogot hallgatott. 

## Pályája
1884-ben A tanszéki socialisták befolyása a nemzetgazdaság irányában és 1885-ben A különböző örökösödési formák nemzetgazdasági jelentősége c. munkáival egyetemi pályadíjakat nyert. 1886. október 9-én az államtudományok, 1890-ben pedig a jogtudományok doktorává avatták a kolozsvári egyetemen. 1888 októberében kultuszminiszteri díjtalan gyakornok, 1892 júniusában valóságos segédfogalmazó, 1894 januárjában valóságos fogalmazó lett. 1893-ban az ezredéves országos kiállítás közoktatási csoportjának jegyzőjévé s azon évben a gyorsírás tanítókat és tanítónőket vizsgáló bizottság tagjává neveztetett ki. 1896-ban segédtitkár, 1900-ban miniszteri titkár, 1918-ben miniszteri tanácsos lett a VKM-ben. 1922-ben a budapesti örmény katolikus egyházközség első világi elnökévé választották. 1923-ban vonult nyugdíjba államtitkári minőségben.
Irodalmi működését 1885-ben kezdte a Magyar Polgárban és azóta életrajzi, tanügyi, kritikai, s ismeretterjesztő cikkeket írt a Magyar Szalonba (1887-88. Három jubilans: Haller Károly, Groisz Gusztáv, Berde Áron, 1889. Szamosujvár sat.), a Jogtud. Közlönybe (1891. a birák kizárása a képviselőházból), az Ország-Világba (1891. Magyar gyorsirási ereklyék), és a következő lapokba: Vasárnapi Ujság, Néptanítók Lapja, Fővárosi Lapok, Nemzet, Magyar Hirlap, Budapesti Hirlap, Kolozsvár, Kath. Egyházi Közlöny; a Gyorsirási lapoknak 1886-tól s az Armenia c. havi folyóiratnak 1887-től rendes munkatársa. A budapesti magyar gyorsiróegyletben és a néprajzi társaságban felolvasásokat tartott az erdélyi örmény népéletről, melyek részben, egyéb dolgozataival, az Ethnographiában és az Ethnologische Mittheilungenben jelentek meg. A Pallas Nagy Lexikonába az örmény nyelv az irodalom s a gyorsirászatról írt cikkeket.

## Munkái
- A magyar gyorsirás modern irodalmának negyedszázada 1863-1887. Szamosujvár, 1887
- Örmény közmondások. Kolozsvár, 1888
- Büntetőjogi elvek a legrégibb népeknél. Jogtörténeti tanulmány. Bpest, 1891
- A magyar gyorsirás története. Bpest, 1893

Kéziratban: Kisebb tanulmányok az államtudományok köréből.